# 11月18日
11月18日是阳历一年中的第322天（闰年第323天），离全年的结束还有43天。

## 大事记

### 19世纪以前
- 401年：西哥特人之王亚拉里克一世率军跨越阿尔卑斯山，入侵意大利。
- 763年：吐蕃军入长安。
- 1067年：司马光初进读通志，赐名《資治通鑒》。
- 1095年：教宗烏爾巴諾二世举办克莱芒会议，号召欧洲各国领袖加入第一次十字军东征。
- 1210年：神聖羅馬皇帝奧托四世宣布廢除沃爾姆斯宗教協定後遭到教宗依諾增爵三世下令逐出教會。
- 1282年：教宗瑪定四世将阿拉贡国王佩德羅三世逐出教会。
- 1626年：在聖座120年的重建後，作為羅馬四座特級宗座聖殿之一的聖伯多祿大殿宣告落成。

### 19世紀
- 1863年：丹麦国王克里斯蒂安九世签署新宪法，宣布石勒苏益格是丹麦的一部分，引发德意志邦联发动普丹战争。
- 1872年：美國女性民權運動領袖蘇珊·安東尼因於兩周前的美國總統選舉試圖參與投票而遭到逮捕，最終法院判決應繳付100美元罰金。
- 1883年：美国与加拿大铁路部门开始正式实施对美加地区划分时区的制度。

### 20世紀
- 1903年：美国和巴拿马签订美巴条约，巴拿马向美国出让巴拿马运河的主权。
- 1905年：挪威议会推选丹麦卡尔王子为挪威独立后的第一任国王，称为哈康七世。
- 1916年：索姆河战役以双方僵持状态结束。
- 1918年：拉脱维亚宣告独立。
- 1928年：美国华特迪士尼公司创作的以米老鼠为主角的世界首部有声动画《汽船威利号》在纽约首演。
- 1940年：纳粹德国元首希特勒接见意大利外交部长加莱阿佐·齐亚诺，商讨德国介入希意戰爭事宜。
- 1956年：在波蘭駐莫斯科大使館，蘇聯領導人尼基塔·赫魯雪夫在向西方使節致詞時說「我們要埋葬你們」，促使他們離開房間。
- 1957年：中華人民共和國雲南省紅河哈尼族彝族自治州成立。
- 1967年：美国国会“伊朗门”事件调查委员会在华盛顿公布了一份“伊朗门”事件调查报告。
- 1970年：阿曼独立。
- 1976年：香港三百多個社團的五百多名代表反對港府干預回佣。
- 1978年：吉姆·瓊斯率領人民聖殿教成員暗殺美國眾議院議員里奧·瑞恩後，轉而要求900多名信徒集體自殺。
- 1984年：上海飞乐音响公司成立，并向社会发行每股面值50元的股票1万股。这是中国改革开放以来发行的第一张上市股票，也是中華人民共和國成立以来第一次公开向社会发行的股票。
- 1985年：全球首幢耗資十億美元的大樓第四代香港上海匯豐銀行總行大廈落成啟用。
- 1985年：中華民國第10、11任總統陳水扁的妻子吳淑珍在其競選台南縣長失利後的謝票行程中，被張榮財所駕駛的貨車撞上，下半身從此癱瘓。
- 1986年：美国国会公布伊朗门事件调查结果。
- 1987年：英国伦敦地铁的國王十字聖潘革勒斯站发生重大火灾，造成32人死亡。
- 1987年：中国内地首个模擬信號移动电话通信网在广州市开通。
- 1988年：美国总统罗纳德·里根签署禁毒法案，贩毒者将被判以死刑。
- 1991年：克罗地亚战争期间，南斯拉夫人民軍成功進駐克羅埃西亞東部城鎮武科瓦爾，結束長達87天的武科瓦爾戰役。
- 1993年：21个党派认可南非憲法，给予所有成年公民选举权，结束南非的白人统治时期。
- 1994年：东方明珠广播电视塔开始对外试营业。
- 1999年：美國德克薩斯州農工大學在其建校90周年所搭建的农校篝火却意外造成12人死亡与27人受伤，最后大学正式宣布取消这类型的传统活动。

### 21世紀
- 2002年：歐盟15國外長在布魯塞爾舉行會議，決定邀請塞浦路斯、匈牙利、捷克、愛沙尼亞、拉脫維亞、立陶宛、馬耳他、波蘭、斯洛伐克和斯洛文尼亞10個中東歐國家入盟。
- 2002年：中國國務院總理朱鎔基訪問香港，主持第十六屆世界會計師大會開幕儀式。
- 2006年：台中市長胡志強的妻子邵曉鈴為中國國民黨高雄市長候選人黃俊英助選後的返程途中，在國道三號台南縣烏山頭路段，被廖俊傑所駕駛之小客車追撞，傷勢嚴重。
- 2011年：《Minecraft》於PC推出正式版，即是Java版。
- 2013年：美国国家航空航天局发射火星大氣與揮發物演化任務探测器。

## 出生

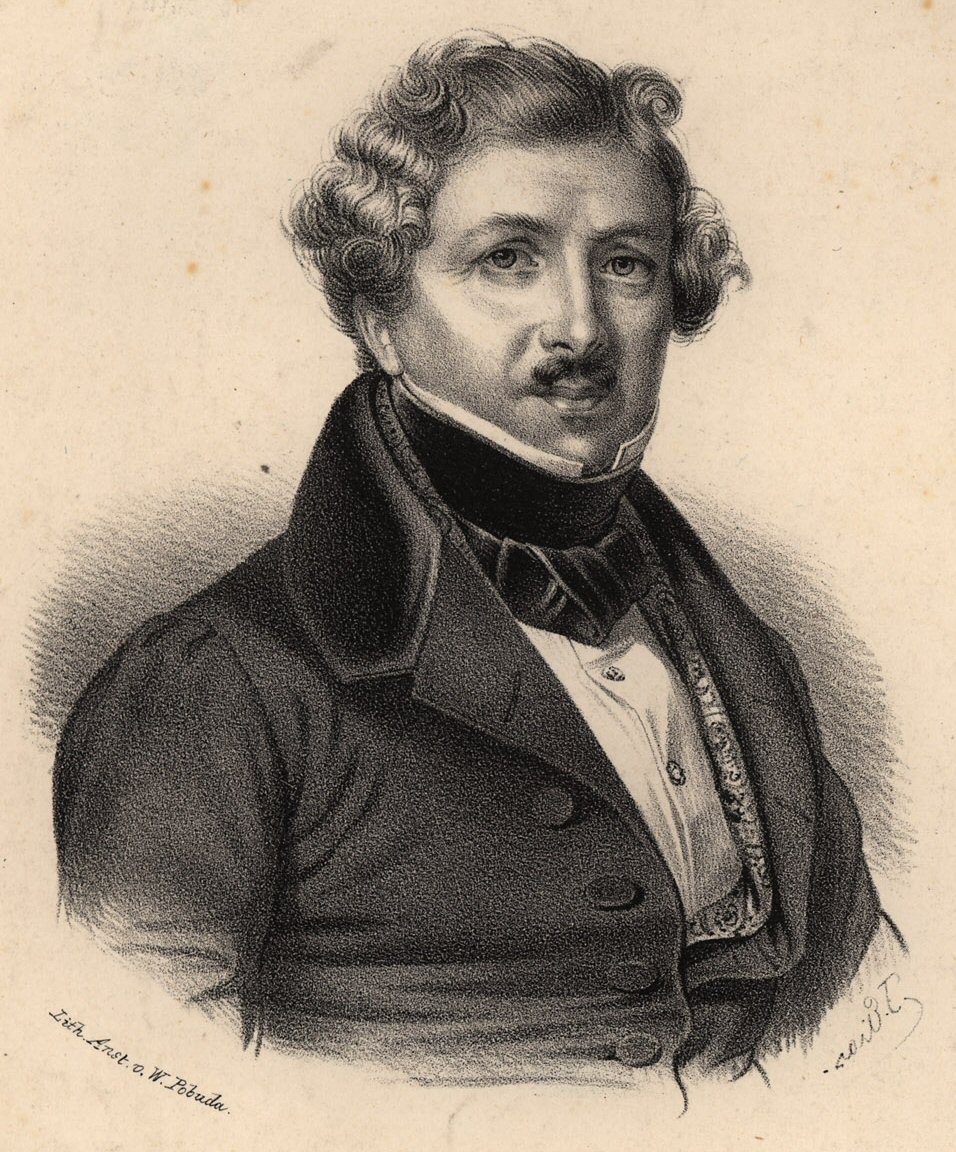
路易·达盖尔

- 709年：光仁天皇，日本第49代天皇（782年逝世）
- 1647年：皮埃爾·貝爾，法國哲学家（1706年逝世）
- 1727年：菲利伯·康默森，法國博物学家（1773年逝世）
- 1772年：路易·斐迪南亲王，普魯士霍亨索伦王朝貴族，軍事統帥、業餘作曲家、鋼琴家（1806年逝世）
- 1773年：德川家齊，日本江戶幕府第11代征夷大將軍（1841年逝世）
- 1786年：卡爾·馬利亞·馮·韋伯，德國作曲家（1826年逝世）
- 1787年：路易·達盖爾，法國藝術家、化學家，銀版攝影法發明人（1851年逝世）
- 1810年：阿薩·格雷，美國植物學家（1888年逝世）
- 1836年：丁汝昌，清朝軍事人物（1895年逝世）
- 1836年：威廉·S·吉爾伯特，英國劇作家、文學家、詩人（1911年逝世）
- 1850年：威廉·莫格福德·哈姆勒特，澳大利亞化學家（1931年逝世）
- 1860年：伊格纳奇·扬·帕德雷夫斯基，波蘭鋼琴大師、總理兼外交部長（1941年逝世）
- 1866年：內田嘉吉，日本政治人物，第9任臺灣總督（1933年逝世）
- 1874年：克勞倫斯·戴伊，美國作家、插畫家（1935年逝世）
- 1882年：弗朗西斯·格特鲁德·麦吉尔，加拿大法醫病理學家、犯罪學家、細菌學家、過敏學家（1959年逝世）
- 1883年：卡爾·文森，美國眾議院議員，被稱為「兩個海洋海軍之父」（1981年逝世）
- 1890年：羅斯·戈爾曼，美國爵士樂單簧管演奏家、樂團團長、多樂器演奏家（1953年逝世）
- 1897年：帕特里克·布萊克特，英國物理學家，1948年諾貝爾物理學獎得主（1974年逝世）
- 1898年：尤里斯·伊文思，荷蘭紀錄片導演（1989年逝世）
- 1899年：李立三，中国工人运动领袖（1967年逝世）
- 1899年：尤金·奥曼迪，匈牙利裔美國指揮家、小提琴手（1985年逝世）
- 1906年：乔治·沃尔德，美國科學家，1967年諾貝爾生理學或醫學獎得主（1997年逝世）
- 1912年：羽黑山政司，日本相撲力士，第36代橫綱（1969年逝世）
- 1912年：刘放，中国军事人物、驻外大使（2007年逝世）
- 1923年：，美國太空人，水星計畫七人之一（1998年逝世）
- 1923年：泰德·史蒂芬，美國阿拉斯加州聯邦參議員（2010年逝世）
- 1924年：莉澤·奧斯特加德，丹麥心理學家、政治人物（1996年逝世）
- 1924年：呂西安·勒·凱姆，法國數學家、統計學家（2000年逝世）
- 1932年：徐更光，中国爆炸理论与炸药应用技术专家（2015年逝世）
- 1939年：瑪格麗特·愛特伍，加拿大詩人、小說家、文學評論家、女權主義者、社會活動家
- 1939年：約翰·奧基夫，愛爾蘭裔美國暨英國籍神經科學家，2014年諾貝爾生理學或醫學獎得主
- 1940年：卡布斯·阿勒赛义德，阿曼蘇丹（2020年逝世）
- 1945年：马欣达·拉贾帕克萨，斯里蘭卡政治人物，第6任斯里蘭卡總統
- 1950年：川尻善昭，日本動画監督、人物設計師
- 1952年：德爾羅伊·林多，英國演員、劇場導演
- 1953年：，英國漫畫作家、小說家、短篇小說作家、電影劇本作家、音樂家、漫畫家
- 1957年：城直夫，日本男歌手、電視藝人
- 1958年：韓賢光，臺灣音樂製作人（2025年逝世）
- 1960年：伊麗莎白·帕金斯，美國演員
- 1961年：黃凱芹，香港歌手
- 1962年：柯克·哈米特，美國主音吉他手、作曲家
- 1962年：傑米·莫耶，美國職棒大聯盟選手
- 1963年：嵐·拜亞斯，美國職業籃球運動員（1986年逝世）
- 1963年：彼得·舒梅切爾，丹麥足球運動員
- 1964年：溫兆倫，香港演員
- 1964年：郭政鴻，香港演員
- 1967年：劉亮佐，台灣演員
- 1968年：歐文·威爾森，美國演員、電影劇作家
- 1968年：蓋瑞·雪菲爾，美國職棒大聯盟球員
- 1968年：歐柏莉，瑞典政治人物，現任瑞典國會議員
- 1969年：艾哈邁德·希爾米，埃及男演員
- 1969年：萨姆·卡塞爾，美國職業籃球運動員
- 1970年：西村千奈美，日本女性聲優
- 1970年：彼得·達頓，澳大利亞政治人物
- 1971年：湯姆·里德，美國政治人物，曾任聯邦眾議員
- 1973年：謝哲青，台灣作家、主持人、旅行家
- 1974年：耿樂，中國演員
- 1974年：科洛·塞维尼，美國電影女演員、時裝設計師
- 1975年：陳羽凡，中國歌手、羽·泉成員
- 1975年：大衛·歐提茲，美國MLB球員
- 1975年：賈森·威廉姆斯，美國NBA職業籃球運動員
- 1977年：神奇小子，美國說唱歌手
- 1980年：何基佑，香港主持人
- 1980年：張瑶，中國歌手
- 1980年：岡田准一，日本男性偶像、歌手、演員
- 1980年：茅原實里，日本女性聲優、歌手
- 1981年：曾少宗，台灣男藝人
- 1981年：纳西姆·帕杜雷德，美國女演員
- 1981年：申智，韓國女歌手、演員
- 1982年：渡邊明乃，日本女性聲優
- 1983年：張嘉兒，香港女藝人
- 1983年：迈克尔·道森，英國職業足球運動員
- 1983年：茱莉亞·迪古何諾，法國電影導演、編劇
- 1983年：約恩·萊克·約翰森，挪威駭客，參與DeCSS寫作，破解DVD防拷保護
- 1984年：陳筱蕾，台灣模特兒
- 1984年：阿諾，台灣演員、主持人
- 1984年：千葉涼平，日本男子偶像團體w-inds.成員
- 1985年：李麗珊，香港藝人
- 1985年：周穎，中國女演員
- 1985年：沖野晃司，日本男性聲優
- 1985年：愛麗森·費利克斯，美國女子短跑運動員
- 1987年：趙碩之，香港模特兒、女演員
- 1987年：原田瞳，日本女性聲優、歌手
- 1987年：尹博，韓國男演員
- 1991年：鄭振永，韓國男子偶像團體B1A4成員
- 1991年：張星銀，韓國創作歌手
- 1991年：諾芭晚·樂吉佤淦，泰國網球運動員
- 1992年：史蒂芬·史可賓斯基，德國足球運動員
- 1993年：笑波子，香港Youtuber
- 1993年：章澤天，中國企業家、投資人、京東創始人
- 1993年：奧仲麻琴，日本女藝人
- 1993年：韓韶禧，韓國女演員
- 1994年：丹卡·科維妮奇，黑山网球運動員
- 1996年：Sorn，韓國女子偶像團體CLC成員
- 1997年：季美含，中國女演員、歌手
- 2000年：喻文波，中國英雄联盟职業選手
- 2002年：米哈埃拉·坎貝伊，羅馬尼亞女子舉重運動員
- 2004年：盧卡·羅米洛，阿根廷職業足球運動員

## 逝世
- 前700年：衛宣公，卫国君主（生年不详）
- 1155年：秦桧，宋朝宰相（1091年出生）
- 1170年：阿尔布雷希特一世，勃兰登堡首位藩侯（1110年出生）
- 1305年：约翰二世，布列塔尼公爵（1239年出生）
- 1472年：貝薩里翁，拜占庭文藝復興人文主義者、神學家、天主教樞機（1403年出生）
- 1482年：盖迪克·艾哈迈德帕夏，奥斯曼帝国将领（生年不详）
- 1565年：尹元衡，朝鮮王朝政治人物（1509年出生）
- 1720年：棉布傑克，英國海盜（1682年出生）
- 1804年：菲力·斯凱勒，美国独立战争时期将领（1733年出生）
- 1830年：亞當·魏薩普，德国哲学家，光照派创始人（1748年出生）
- 1851年：恩斯特·奧古斯特一世，漢諾威國王（1771年出生）
- 1865年：洛弗爾·奧古斯都·里夫，英國貝類學家、出版商（1814年出生）
- 1881年：尼古拉·尼古拉耶維奇·穆拉維約夫-阿穆爾斯基，俄羅斯帝國陸軍將領、政治家、外交家（1809年出生）
- 1886年：，美國律師、政治家，第21任美國總統（1829年出生）
- 1887年：古斯塔夫·費希納，德國哲學家、實驗心理學家、物理學家（1801年出生）
- 1919年：阿道夫·赫維茲，德國數學家（1859年出生）
- 1922年：馬塞爾·普魯斯特，法國意識流作家（1871年出生）
- 1931年：威廉·莫格福德·哈姆勒特，澳洲化學家（1850年出生）
- 1941年：瓦爾特·能斯特，德國化學家，1920年諾貝爾化學獎得主（1864年出生）
- 1962年：尼尔斯·玻尔，丹麦物理学家，1922年諾貝爾物理學獎得主（1885年出生）
- 1963年：欧阳海，中國军人（1940年出生）
- 1965年：佛蘭克·威爾卡森，美國化學家、統計學家（1892年出生）
- 1966年：龙榆生，中国文学家（1902年出生）
- 1978年：里奧·瑞恩，美國眾議院議員，在調查瓊斯鎮時被人民聖殿教的教徒所殺，成為美國第一個因公殉職的眾議員（1925年出生）
- 1978年：吉姆·瓊斯，美國人民聖殿教創始人、領袖（1931年出生）
- 1981年：弗雷德里克·魏特漢，德裔美國精神病學家（1895年出生）
- 1986年：吉雅·卡兰芝，美國超級名模（1960年出生）
- 1988年：塞克，中國诗人、艺术家（1906年出生）
- 1999年：保羅·鮑爾斯，美國作曲家（1910年出生）
- 1999年：戴乃迭，英國翻譯家（1919年出生）
- 2003年：邁克爾·凱曼，美國作曲家（1948年出生）
- 2004年：罗伯特·巴彻，美國物理學家（1905年出生）
- 2010年：杨弘远，中国生物学家（1933年出生）
- 2010年：布萊恩·馬斯登，英国天文学家（1937年出生）
- 2014年：阿布都克里木·納斯爾丁，中國油畫藝術家（1947年出生）
- 2015年：樊京辉，中国记者（1965年出生）
- 2015年：方静，中国中央电视台主持人（1971年出生）
- 2015年：乔纳·罗姆，新西兰橄榄球选手（1975年出生）
- 2015年：阿卜杜勒-哈米德·阿巴乌德，摩洛哥恐怖分子（1987年出生）
- 2017年：馬爾科姆·楊，澳大利亚歌手，AC/DC吉他手（1953年出生）
- 2019年：黄光照，中国法医（1932年出生）
- 2019年：諾羅敦·帕花黛維，柬埔寨政治人物、舞蹈家（1943年出生）
- 2021年：羅伯特·C·普里姆，美國數學家、計算機科學家（1921年出生）
- 2021年：阿德希爾·扎赫迪，伊朗政治家、外交官（1928年出生）
- 2021年：彼得·巴克，美國物理學家、餐飲家、慈善家，連鎖快餐品牌SUBWAY的聯合創始人（1930年出生）\
- 2023年：許文龍，台灣企業家，奇美實業創辦人（1928年出生）
- 2023年：蕭言中，臺灣漫畫家（1965年出生）
- 2024年：堀絢子，日本女性聲優、舞台演員（1935年出生）

## 节假日和习俗
- 拉脫維亞：獨立日
- 摩洛哥：独立日
- 阿曼：国庆日
- 海地：军队与胜利日
- ：武科瓦爾戰役阵亡者纪念日